# 法比奧·維亞萊
法比奧·維亞萊（義大利語：Fabio Viale，1975年9月19日—）是一名義大利雕塑家。
維亞萊的雕塑作品曾在義大利、俄羅斯、德國和美國展出。他的兩件雕塑作品是實際下水的全尺寸大理石船。

## 教育
維亞萊在藝術高中和阿爾貝蒂娜學院學習後，開始從事專業雕塑工作。

## 職業生涯
2002年，維亞萊推出大理石船「Ahgalla」，該船可以漂浮，並可使用舷外機運送人員。它在卡拉拉、都靈、羅馬、米蘭、威尼斯、的里雅斯特、聖彼得堡和莫斯科推出
。2009年，維亞萊在俄羅斯聖彼得堡的Loft Project Etagi舉辦個人展覽，吸引3萬多名參觀者。在那裡，他在涅瓦河上推出Ahgalla 2（Ahgalla的改進版）。
2010年，維亞萊在義大利羅馬奎里納萊宮雕塑了一座卡米洛·奔索紀念碑「加富爾」。2011年，維亞萊在俄羅斯莫斯科車庫當代藝術博物館舉辦的展覽中展出他的雕塑作品。第二年，義大利米蘭的二十世紀博物館展出他最具代表性的作品，並將一件雕塑作品作為永久收藏。
2013年，維亞萊在紐約Sperone Westwater畫廊舉辦個展。2014年，他獲得第 15 屆開羅獎。2017年，維亞萊在義大利佛羅倫斯舊宮舉辦的五旬節沙龍（Salone del Cinquecento）上獲得第52屆國際獎繆斯獎（Le Muse）。2018年1月，他在義大利米蘭的Poggiali畫廊舉辦展覽「Lucky Ehi——米開朗基羅《La Pietà》的一個版本」，但沒有基督。幾個月後，它通過義大利蘭佩杜薩海被轉移。同年7月，他在德國慕尼黑古代雕塑展覽館舉辦個人展覽，展出11件雕塑作品，其中大部分是大型作品。同時，他的紀念碑式作品《Laocoonte》（白色大理石紋身）首次在慕尼黑國王廣場廣場展出。2019年，他參加第58屆義大利威尼斯雙年展。